# Breslaus voetbalkampioenschap 1907/08
In 1907/08 werd het zesde Breslaus voetbalkampioenschap gespeeld, dat georganiseerd werd door de Zuidoost-Duitse voetbalbond. VfR 1897 Breslau werd kampioen en plaatste zich voor de Zuidoost-Duitse eindronde en versloeg daar FC Preußen Kattowitz en werd kampioen. Hierdoor plaatste de club zich ook voor de eindronde om de Duitse landstitel en werd hier in de eerste ronde verslagen door FC Wacker Leipzig.
SV Blitz Breslau veranderde de naam in VfR 1897 Breslau

## Eindstand
| Plaats | Club                     | Wed. | W  | G | V  | Saldo | Ptn   |
| ------ | ------------------------ | ---- | -- | - | -- | ----- | ----- |
| 1.     | VfR 1897 Breslau         | 12   | 10 | 0 | 2  | 39:14 | 20:4  |
| 2.     | SC Schlesien Breslau     | 12   | 7  | 2 | 3  | 35:12 | 16:8  |
| 3.     | FC 1898 Breslau          | 12   | 6  | 2 | 4  | 27:24 | 14:10 |
| 4.     | ATV Breslau              | 12   | 6  | 1 | 5  | 31:22 | 13:11 |
| 5.     | SC Preußen Breslau       | 12   | 5  | 0 | 7  | 11:19 | 10:14 |
| 6.     | SC Germania 1904 Breslau | 12   | 5  | 0 | 7  | 29:41 | 10:14 |
| 7.     | SV Corso 1905 Breslau    | 12   | 0  | 1 | 11 | 6:46  | 1:23  |

|  | Kampioen |